# Dinastia severa
La dinastia severa o dinastia dels Severs va ser una dinastia que va governar l'Imperi Romà entre el 193 i el 235. La dinastia va ser fundada pel general romà Septimi Sever, que va arribar al poder durant les guerres civils, que s'estengueren entre els anys 193 i 197, el primer dels quals és conegut com l'Any dels cinc emperadors. Va ser la darrera dinastia del principat, fundat per August i va precedir la Crisi del segle iii.
El govern dels membres d'aquesta dinastia anirà precedit per una greu crisi política i militar. El 31 de desembre de l'any 192, Còmmode, l'últim representant de la dinastia Antonina, morirà estrangulat a mans d'un atleta per ordre del Prefecte del Pretori, Quint Emili Let. L'home escollit pels pretorians i els senadors serà el Publi Helvi Pèrtinax, Prefecte de la ciutat en aquell moment. El seu govern, però, no arribarà ni a tres mesos (1 de gener - 28 de març de l'any 193), abans de ser ell mateix assassinat per la Guàrdia Pretoriana, descontents amb les noves mesures disciplinàries que els volia imposar. Mort Pèrtinax, es proposà pel tron el seu sogre, Flavi Sulpicià. Però finalment va recaure en Marc Didi Salvi Julià, que havia promès un generós donatiu als pretorians. Escoltat per ells, es van dirigir al Senat on la decisió dels militars va ser ratificada. Al cap de pocs dies del seu ascens al tron se succeeixen dos cops d'estat, un a Síria de la mà de Gai Pescenni Níger i l'altre a Pannònia, on les tropes havien proclamat emperador a Septimi Sever. Tot i que Marc Didi Salvi Julià intentarà resistir a Roma, el Senat acabarà votant la seva deposició i l'1 de juny del 193 serà assassinat per un soldat al palau imperial del Palatí.
El succeí el seu fill Caracal·la, que signà el 212 l'Edicte de Caracal·la, un dels documents amb més transcendència de la història de Roma i possiblement de l'antiguitat, ja que principalment estenia el dret de ciutadania romana a totes les persones lliures de l'imperi. La dinastia severa va intentar en va reduir les despeses de l'exèrcit i augmentà la pressió fiscal. L'últim Sever morí assassinat per les legions del Rin. El control de la dinastia sobre l'imperi es va veure interromput pels regnats conjunts de Macrí i el seu fill Diadumenià. Les dones de la dinastia, incloses Júlia Domna, la mare de Caracalla i Geta, i les seves nebodes Júlia Soemias i Júlia Mamaea, les mares respectivament d'Elagabal i Severus Alexandre, i la seva pròpia mare, Júlia Maesa, van ser totes poderoses augustes i instrumentals per assegurar el seu posicions imperials dels fills. Encara que Septimi Sever va restablir la pau després de la convulsió de finals del segle II, la dinastia es va veure pertorbada per les relacions familiars altament inestables i la constant agitació política, en especial, la discòrdia entre Caracalla i Geta i la tensió entre Elagàbal i Alexandre Sever s'afegeixen a l'agitació.